# Bittermusseron
Bittermusseron (Leucopaxillus gentianeus) är en svampart som först beskrevs av Lucien Quélet, och fick sitt nu gällande namn av František Kotlaba 1966. Bittermusseron ingår i släktet Leucopaxillus och familjen Tricholomataceae.  Arten är reproducerande i Sverige. Inga underarter finns listade i Catalogue of Life.